# Paul Arbelet
Paul Arbelet, né le 10 février 1874 à Paris et mort le 2 septembre 1938 à Planchez, est un spécialiste de l'œuvre de Stendhal.

## Biographie
Paul Arbelet, né à Paris et diplômé de l'École normale supérieure, se consacra entièrement à l'œuvre de Stendhal, à l'instar de Joseph Bédier. Il est agrégé des Lettres et docteur ès Lettres. Enseignant dans plusieurs villes telles que Moulins, Évreux, Nîmes et Tours, il retourna à Paris en 1912, où il enseigne d'abord au lycée Louis-le-Grand puis à Condorcet. Dès 1900, il s'intéressa à Stendhal, devenant l'un des pionniers dans ce domaine. Il fut prétendu membre du Stendhal-Club avec les fondateurs : Casimir Stryjenski, Maurice Barrès, Léon Bélugou, André Maurel et Jean de Mitty, et d'autres membres comme André Billy, Paul Signac et Emile Henriot. Il publia plusieurs ouvrages, dont Le Journal d'Italie de Stendhal (1911), L'Histoire de la peinture en Italie et les plagiats de Stendhal (1913), La Jeunesse de Stendhal (1919), Les Amours romantiques de Stendhal et de Victorine (1924), Stendhal épicier ou Les Infortunes de Mélanie (1926) et Louason ou Les Perplexités amoureuses de Stendhal (1937).
Ces travaux ont permis de dévoiler de nombreux aspects méconnus de la vie de Stendhal. Par ailleurs, Paul Arbelet avait entrepris, chez Édouard Champion, la publication d'une édition complète des œuvres de Stendhal, projet monumental qui est encore inachevé. Sa disparition est survenue à l'âge de 64 ans, alors qu'il passait ses vacances dans la Nièvre.

## Résumé et accueil critique de son œuvre

### Louason, ou les Perplexités amoureuses de Stendhal
Le livre Louason, écrit par Paul Arbelet, explore la vie de Mélanie Guilbert, dite Louason, la muse d'Henri Beyle, connu sous le pseudonyme de Stendhal. L'auteur, passionné par les détails historiques, a entrepris de retracer la vie de cette jeune femme en fouillant dans les archives de Caen. Il met en lumière son acte de baptême et d'autres éléments concernant sa famille, tout en évoquant ses relations et son amour inabouti avec Stendhal, qui était alors un jeune homme timide et hésitant en matière de sentiments.
L'œuvre s'attache à dépeindre une idylle faite de regards échangés et de gestes tendres, mais qui ne dépasse jamais le stade du rêve et des attentes inassouvies. Mélanie, bien qu'attirée par Beyle, ne reçoit jamais l'invitation qui lui permettrait de s'engager. Le récit, bien plus léger et amusant qu'une histoire classique comme Paul et Virginie, est rempli d'érudition et d'affection pour ses personnages, surréalistes et émouvants.
Dans sa critique littéraire, Robert Kemp souligne le caractère divertissant et érudit de l'œuvre, qu'il qualifie de « bien joliment » écrite. Kemp met en avant le travail de recherche minutieux de l'auteur, qui explore les origines et la vie de Louason. Il apprécie le ton « avec grâce, indulgence et affection» avec lequel Arbelet narre l'histoire. Il souligne également l'intérêt des notes qui accompagnent le récit, les qualifiant de « charmantes ». En somme, Kemp trouve que Louason réussit à allier une certaine légèreté avec une profondeur psychologique, faisant de ce roman une lecture agréable, notamment pour les amateurs de la psychologie des personnages.
André Billy exprime une opinion réfléchie sur ce livre, déclarant qu'il s'agit d'une œuvre « plaisante et précieuse» qui enrichit la « littérature stendhalienne » . Il souligne le talent de l'auteur, en affirmant qu'il admire « infiniment l'humour et l'érudition » de Arbelet. Toutefois, Billy émet une critique à l'égard de la représentation de Stendhal, reprochant à Arbelet de « nous laisser croire» que Stendhal est resté sur une « impression de médiocrité» concernant Louason. Il conteste cette vision en mentionnant les « premières pages du Brulard », où Stendhal exprime un « souvenir ravi» de la petite actrice. Billy conclut en suggérant que, bien que la perception de Stendhal puisse avoir été influencée par « l'effet de la cinquantaine » , cette nuance aurait dû être soulignée par l'auteur.

### Les plagiats de Stendhal
Dans Les Plagiats de Stendhal, Paul Arbelet propose une analyse approfondie des œuvres de Henri Beyle, plus connu sous le nom de Stendhal, en révélant plusieurs cas de plagiat dans son ouvrage Histoire de la peinture en Italie. Alors qu'une édition des œuvres complètes de Stendhal est en préparation, Arbelet met en lumière que de nombreux passages de cette histoire de l'art sont largement tirés de traductions ou d'ouvrages d'autres auteurs, comme Lanzi, Bossi, et Vasari, sans véritable attribution.
Le livre, qui se présente comme une thèse universitaire, navigue entre la rigueur scientifique et un ton amusant, suscitant des réflexions sur la nature du plagiat et des droits d'auteur. Arbelet maintient que, malgré ces fautes graves, l'œuvre de Stendhal mérite d'être valorisée, car il a su donner une nouvelle vie aux idées abordées dans ces textes sources, permettant ainsi aux lecteurs de redécouvrir ces auteurs, qui risquaient de tomber dans l'oubli.
Arbelet reconnaît que son investigation peut parfois sembler excessive et s'interroge sur ses propres motivations, s'inscrivant dans une tradition critique qui peut s'apparenter à du sadisme intellectuel. Cependant, il reste lucide sur le fait que la véritable maîtrise de Stendhal réside dans sa capacité à rendre ces œuvres accessibles et attrayantes pour le grand public.
Finalement, la présentation des plagiats de Stendhal soulève des questions sur l'originalité artistique et le droit d'auteur, tout en offrant une lecture captivante et provocante sur la vie intellectuelle de l'époque, ainsi que sur le statut du critique littéraire.
Dans sa critique, André Maurel considère que les révélations sur les plagiats de Stendhal sont à la fois « amusantes » et « légèrement scandaleuses ». Selon lui, la mise en lumière de ces indélicatesses intellectuelles, comme celle du vol de la Vie de Haydn de Carpani, est un fait dont Stendhal peut « supporter la constatation » sans être diminué, même si la situation se complique avec des plagiats plus récents comme ceux de l'Histoire de la peinture en Italie. Maurel note que « M. Paul Arbelet [...] est impitoyable » dans son recensement, mais il s'interroge sur la motivation de celui-ci, suggérant un « sadisme » d'un « stendhalien connu pour son culte » envers son héros. Par ailleurs, il souligne que le plagiat de Lanzi « est inexcusable », mais il défend Stendhal contre certaines accusations, notant que le travail d'Arbelet, bien que rigoureux, peut donner l'impression d'un « acharnement excessif ». Au final, Maurel conclut que Stendhal, malgré ses manquements, « a conservé la vie » aux œuvres qu'il a adaptées, et que « son cas est compliqué », reflétant une ambivalence entre admiration et critique. En évoquant le travail de Paul Arbelet, il souligne que celui-ci est « remarquable en tous points » et que l'acharnement dans son analyse provoque un « livre vivant, trépidant, plein de saveur ».

### Trois solitaires
Trois Solitaires est une réflexion sur la vieillesse et la mort de trois figures littéraires emblématiques : Paul-Louis Courier, Stendhal et Prosper Mérimée. L'auteur explore comment chacun de ces personnages singuliers vieillissait et affrontait la solitude de leurs derniers jours.
Les frères Tharaud souligne que ce livre de « Paul Arbelet, le fameux stendhalien » est « d'un ton si juste et si fin (et tel qu'on pouvait l'attendre d'un homme qui, à force de vivre en Stendhal, en a pris toute l'acuité) ».
Robert Kemp conclut sa critique par « Paul Arbelet a conté leurs vies presque aussi passionnantes que leurs œuvres et, à vrai dire, cofondues avec leurs oeuvres, de la façon la plus sprirituelle; avec une familiarité qui de loin en loin va jusqu'à l'irrespect...Ces biographies n'apportent pas de grandes nouveautés; - sauf celle de Mérimée qui éclaircit l'histoire des relations de Mérimée et de Mme Lacoste. Mais est-ce nécessaire ? Il suffit que le ton soit nouveau. ».

## Œuvres

### Auteur
- Louason, ou les Perplexités amoureuses de Stendhal, Bellegarde, Impr. S.A.D.A.G. Grenoble, B. Arthaud , 1937
- Stendhal au pays des comédiennes, Grenoble, B. Arthaud, 1934
- Trois solitaires, Paris, Gallimard, 1934
- Un dernier amour de Stendhal "Eugénie de Montijo", 1932
- Stendhal à l'école de Dugazon, 1929
- Premier voyage de Stendhal au pays des comédiennes, Paris, L'Artisan du livre, 1928
- Stendhal et le Petit Ange, Abbeville, impr. F. Paillart , 1926
- Stendhal épicier, ou les infortunes de Mélanie, Paris, Plon, 1926
- Stendhal amant de Mélanie, Paris, La revue de France, 1926
- Les amours romantiques de Stendhal et de Victorine, Paris, Émile-Paul frères, 1924
- La jeunesse de Stendhal 1, Grenoble (1783-1799), Paris, H. Champion, 1919
- La jeunesse de Stendhal 2, Paris-Milan (1799-1802), Paris, H. Champion , 1919
- L'Histoire de la peinture en Italie et les plagiats de Stendhal, Paris, Calmann-Lévy, 1913
- Comment Stendhal écrivit son Histoire de la peinture en Italie, Paris, Mercure de France, 1906
- Le roman de Métilde : pages inédites de Stendhal, Paris, Davy, 1905
- L'esprit de tolérance en Italie, Paris, Grande Revue, 1904

### Préface
- Les journées adriatiques de Stendhal, René Dollot, préface de Paul Arbelet, Paris, Éditions Argo, 1929
- Histoire de la peinture en Italie, Stendhal, texte établi et annoté avec préface et avant-propos par Paul Arbelet, Paris, Édouard Champion , 1924

### Directeur de publication
- Œuvres complètes de Stendhal, publiées sous la direction de Paul Arbelet et Édouard Champion, texte établi et annoté par Daniel Muller, préface de Romain Rolland, Paris, H. Champion, 1913-1940.

## Décoration
- Chevalier de la Légion d'honneur décerné le 14 juillet 1933[12]

## Distinction
- Prix Marcelin-Guérin par l'Académie française en 1919 pour La jeunesse de Stendhal[13]